# LisaRaye McCoy
LisaRaye McCoy (Chicago, 23 de septiembre de 1967) es una actriz, modelo y empresaria estadounidense, reconocida por interpretar el papel de Diana "Diamond" Armstrong en la película de 1998 The Players Club, de Neesee James en la comedia All of Us entre 2003 y 2007 y de Keisha Greene en la serie romántica Single Ladies entre 2011 y 2014.

## Filmografía

### Cine y televisión
| Año       | Título                                           | Papel                   | Notas        |
| --------- | ------------------------------------------------ | ----------------------- | ------------ |
| 1995      | Martin                                           | Mujer en la fiesta      | 1 episodio   |
| 1996      | Reasons                                          |                         |              |
| 1996      | Moesha                                           |                         | 1 episodio   |
| 1997      | In the House                                     |                         | 2 episodios  |
| 1997      | Soul Food                                        | Exnovia de Lem          |              |
| 1998      | The Parent 'Hood                                 |                         | 1 episodio   |
| 1998      | The Players Club                                 | Diana Armstrong/Diamond |              |
| 1999      | The Wood                                         | Lisa                    |              |
| 2000      | The Cheapest Movie Ever Made                     |                         |              |
| 2000      | Rhapsody                                         | Victoria                | Telefilme    |
| 2001      | Date from Hell                                   |                         |              |
| 2001      | All About You                                    | Lisa                    |              |
| 2002      | Civil Brand                                      | Frances Shepard         |              |
| 2002      | Go for Broke                                     | Belinda/Star            |              |
| 2003      | Love Chronicles                                  | Marie Toursaant         |              |
| 2003      | Gang of Roses                                    | Marie                   |              |
| 2003–2007 | All of Us                                        | Neesee James            | 88 episodios |
| 2005      | Beauty Shop                                      | Rochelle                |              |
| 2005      | Envy                                             |                         |              |
| 2005      | The Proud Family Movie                           | Coreógrafa (voz)        |              |
| 2009      | Contradictions of the Heart                      | Kiki                    |              |
| 2010–2011 | LisaRaye: The Real McCoy                         | Ella misma              | 26 episodios |
| 2011      | Hawthorne                                        | Chandra                 | 1 episodio   |
| 2011–2014 | Single Ladies                                    | Keisha Greene           | 41 episodios |
| 2014      | Skinned                                          | Madre                   |              |
| 2016      | Love Under New Management: The Miki Howard Story | Sylvia Rhone            | Telefilme    |
| 2018      | The Proposal                                     |                         |              |
| 2019      | Murder in the Thirst                             | Presentadora            |              |